# Адельгейда Мария Ангальт-Дессауская
Адельгейда Мария Ангальт-Дессауская (нем. Adelheid Marie von Anhalt-Dessau; 25 декабря 1833, Дессау, Германский союз — 24 ноября 1916, Кёнигштайн, Гессен) — вторая супруга Адольфа, последнего герцога Нассауского (с 1839 года) и четвёртого великого герцога Люксембургского.
Адельгейда — старшая дочь в семье Фридриха Августа Ангальт-Дессауского, принца из династии Асканиев, и принцессы Марии Луизы Шарлотты, дочери Вильгельма Гессен-Кассельского.

## Семья
23 апреля 1851 года она вышла замуж за Адольфа Нассауского. У них было пятеро детей:
- Вильгельм IV (1852—1912), стал следующим великим герцогом после смерти отца в 1905 году.
- Фридрих Пауль Вильгельм (1854—1855);
- Мария (1857—1857);
- Франц Иосиф Вильгельм (1859—1875);
- Хильда Шарлотта Вильгельмина (1864—1952) — вышла замуж за Фридриха II, великого герцога Баденского.